# يوم القديسة لوسي
يوم القديسة لوسي، ويعرف أيضًا بأسم عيد القديسة لوسي. هو احد الأعياد المسيحية يتم الإحتفال به في 13 ديسمبر من كل عام تكريماً للقديسة لوسي. يحيى الإحتفال ذكرى القديسة لوسي الشهيدة العذراء في أوائل القرن الرابع الميلادي تحت اضطهاد ديوكلتيانوس. يتم الإحتفال به في الدول الاسكندنافية.

## أنظر أيضًا
- القديسة لوسي
- أعياد مسيحية